# The Hunters (film, 2011)
Pour les articles homonymes, voir The Hunters.
 (août 2011).
Si vous disposez d'ouvrages ou d'articles de référence ou si vous connaissez des sites web de qualité traitant du thème abordé ici, merci de compléter l'article en donnant les références utiles à sa vérifiabilité et en les liant à la section « Notes et références ».
Pour plus de détails, voir Fiche technique et Distribution.
The Hunters est un film franco-belgo-luxembourgeois réalisé par Chris Briant. Il est projeté pour la première fois au festival de Gérardmer (France) le 30 janvier 2011.

## Synopsis
Noël. C’est leur dernière semaine. Dans une ville, six personnages sont destinés à un avenir tragique. Ils se trouvent un jour, par hasard, tous isolé dans un fort… La réalité se transforme alors en un cauchemar.

## Fiche technique
- Photographie : John B. Aronson
- Production : Antoine Huet, Thomas Malmonte
- Musique: Mark Snow
- Sociétés de distribution : HUMAL Productions, Tarantula
- Budget : 2 000 000 €[réf. nécessaire]
- Langue : anglais
- Format : couleur

## Distribution
- Steven Waddington (VF : Éric Marchal) : Ronny
- Dianna Agron (VF : Nathalie Bienaimé) : Alice
- Tony Becker (VF : Hervé Furic) : Oliver
- Terence Knox (VF : Patrick Floersheim) : Bernard
- Jay Brown (VF : Sam Salhi) : Stephen
- Daniel Plier (VF : Vincent Violette) : Dan Darrish
- Chris Briant (VF : lui-même) : le Saint
- Philip Correia (VF : Belaïd Boudellal) : David
- Xavier Delambre (VF : lui-même) : William
- Laurent Barbier (VF : lui-même) : François
- Philippe Beauvais : Cyclist
- Sascha Migge : l'agent de sécurité
- Thomas Sanne : Sam
- Loreta Fishta : ex de Le Saint
- Alex Adam : Peter
- Mireille De Kerleau : Ann
- Corinne Pilutti : Beth
- Sophie Pop : Sondra
- Patrice Diou : le 2e agent de sécurité
- Dean Gregory : un prof
- Caroline Espargilière : une prof

Sources et légende : version française (VF) sur RS Doublage et selon le carton du doublage français.

## Autour du film
- Le tournage du film s’est déroulé en Lorraine (France)[3], en Belgique ainsi qu’au Luxembourg. Il est également sorti aux États-Unis [4], en Angleterre [5], au Japon [6] ainsi qu'en Allemagne sous le titre Die Jäger: The New Open Season [7]
- Le "Fort Goben" dans le film est dans la réalité le "Fort de Queuleu" situé à Queuleu dans l'agglomération Messine.
- Le film a été réellement fini en janvier 2011.
- Film de cloture du Festival international du film fantastique de Gérardmer en 2011[8].
- Dans la série française CHERIF, S408, "la dernière séance", le meurtre a lieu durant la projection du film The Hunters.